# 2480 Папанов
2480 Папанов (2480 Papanov) — астероїд головного поясу, відкритий 16 грудня 1976 року.
Тіссеранів параметр щодо Юпітера — 3,635.